# Țara de nicăieri

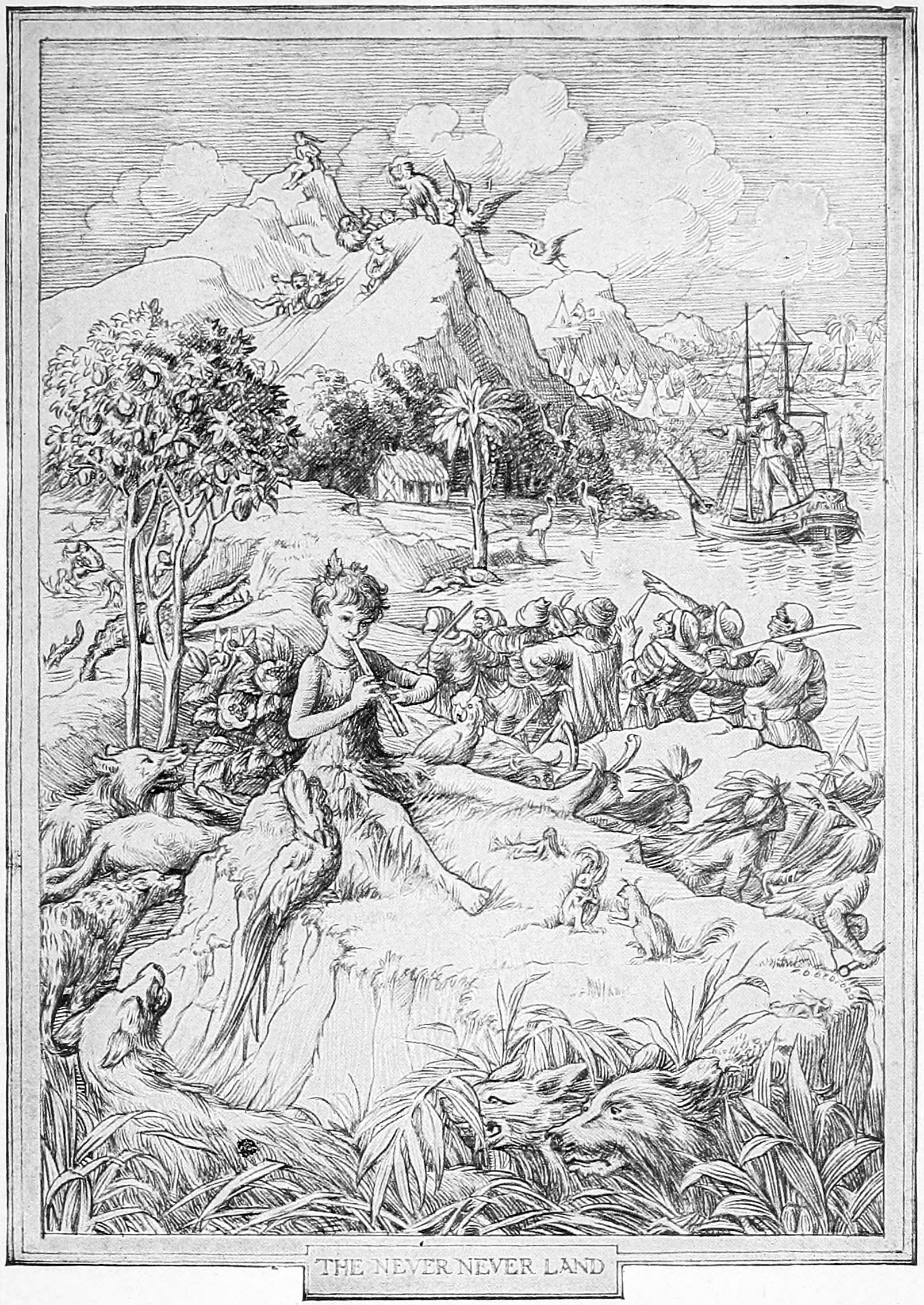
Peter Pan ilustrat de F. D. Bedford, cântând la fluier, cu Țara de nicăieri în fundal, din romanul Peter și Wendy publicat în 1911

Țara de Nicăieri ( în engleză Neverland) este un loc fictiv prezentat în lucrările lui J. M. Barrie și în cele bazate pe aceste lucrări. Este un loc imaginar îndepărtat, unde Peter Pan, Tinker Bell, Băieții pierduți și alte creaturi si fiinte locuiesc. Deși nu toți oamenii care vin în Țara de nicăieri încetează să crească, cel mai cunoscut rezident al ei a refuzat să crească și este adesea folosit ca metaforă pentru copilăria veșnică (și pentru caracterul copilăros), nemurire, și fuga de realitate. A fost introdusă pentru prima dată ca "Țara de niciunde", în piesa de teatru Peter Pan, sau Băiatul care a refuzat să crească de scriitorul scoțian J. M. Barrie, pusă în scenă pentru prima dată în 1904.
În romanul Peter Pan și Wendy, din 1911, Barrie a făcut referire la "Țara de nicăieri", și numeroase variante, ca "Țara nicăieri". În primele versiuni ale piesei lui Barrie, insula a fost numită "Țara lui Peter de niciunde, niciunde, niciunde", un nume, eventual, influențat de "niciunde niciunde", un termen contemporan pentru regiunile periferice din Australia. În versiunea piesei publicată în 1928, acesta a fost scurtat la "Țara nicăieri". Țara nicăieri a fost prezentă în majoritatea lucrărilor ulterioare, fie în adaptarea lucrărilor lui Barrie sau în extinderea lor. Aceste Țări de nicăieri uneori diferă față de original.

## Trăsăturile Țării Nicăieri
Barrie explică faptul că Țările Nicăieri se regăsesc în mintea copiilor, că, deși fiecare dintre ele este "întotdeauna mai mult sau mai puțin, o insulă", și seamănă cu o familie, acestea diferă de la un copil la altul. De exemplu, John Darling avea o țară nicăieri cu "o lagună cu păsări flamingo zburând peste ea" în timp ce fratele lui mai mic, Michael, avea o țară cu "un flamingo, cu lagune în zbor peste ea". Romanul explică în continuare că Țările Nicăieri sunt atât de concise încât aventurile nu sunt deloc rare. Romanul precizează că o hartă a minții unui copil seamănă cu o hartă a Țării Nicăieri, fără nicio limită.
Situația exactă a Țării Nicăieri este ambiguă și vagă. În povestea originală a lui Barrie, numele pentru lumea reală este țara "Continentală", care sugerează că Țara Nicăieri este o insulă mică, pe care se ajunge în zbor. Peter a spus că locul ei este la "a doua la dreapta, și până dimineață" când a fost întrebat de către Wendy, dar autorul precizează că "a spus ce i-a venit în minte pe moment". În roman, se precizează că au găsit insula numai pentru că era "în căutarea lor". Barrie scrie și că Țara Nicăieri este aproape de "stelele din calea lactee" și se poate ajunge acolo "întotdeauna la vremea răsăritului". Versiunea lui Walt Disney din 1953, Peter Pan prezintă posibilitatea că este situată în spațiu, adăugând "stea" lângă indicațiile lui Peter: "a doua stea, la dreapta, și până dimineață" și de la distanță, aceste stele descriu Țara Nicăieri, din depărtare. Versiunea filmului din 2003 are ecouri ale acestei reprezentări, când copiii familiei Darling zboară prin sistemul solar pentru a ajunge în Țara Nicăieri.
În Peter Pan în Grădina Kensington o proto-versiune a Țării Nicăieri, numită Insula Păsării, este situată în Serpentina din Grădina Kensington și Peter, ca bebeluș, poate ajunge acolo în zbor, cu barca de hârtie, sau printr-un cuib de sturz.
În Peter Pan în stacojiu (care nu a fost scrisă de Barrie), copiii ajung în Țara Nicăieri în zbor pe un drum numit la Autostrada, iar insula este situată într-o mare cunoscută sub numele de Marea cu O Mie de Insule.
Trecerea timpului în Țara Nicăieri este, de asemenea, ambiguă. Romanul Peter Pan menționează că sunt mult mai mulți sori și luni decât în lumea noastră, facând ca timpul să fie dificil de a urmări, și că timpul se găsește numai prin a găsi crocodilul, care a înghițit un ceas. Deși pe scară largă a fost gândit ca un loc în care copiii nu cresc, Barrie a scris că Băieții Pierduți au crescut în cele din urmă și trebuie să plece, iar zânele de acolo aveau de obicei o durată scurtă de viață. Potrivit cărții Peter Pan în Stacojiu, timpul a înghețat de îndată ce copiii au ajuns în Țara Nicăieri.

## Locații

### Scrieri originale
În piesa de teatru și în romanul lui J. M. Barrie, cele mai multe aventuri din povești au loc în Neverwood, unde Băieții Pierduți vânează și luptă împotriva piraților și a pieilor roșii, și construiesc Căsuța lui Wendy. Este, de asemenea, locul unde se află Casa Subterană, unde locuiesc Peter și Băieții.
Sirenele trăiesc în Laguna Sirenelor, care este și  locul unde se află Stânca lui Marooner, cel mai periculos loc din Țara Nicăieri. Prins pe Stânca lui Marooner în lagună, aproape de mal, Peter s-a confruntat cu iminenta moarte prin înec, deoarece nu putea să înoate sau să zboare de acolo. Sirenele nu au încercat să-l salveze, dar a fost salvat de Pasărea Nicăieri.
Singurul loc numit în mod special în scrierile originale, în carte și în piesa de teatru, este Nava Piraților, pe care Căpitanul Hook o numește "Jolly Roger". Totuși, Barrie face referire la "câmpii", în apropiere de Neverwood.

### Adaptări
În multe adaptări ale lui Peter Pan, din filme, la televiziune sau jocuri video, aventuri care inițial au avut loc în Laguna Sirenelor, Neverwood sau pe Nava Piraților sunt jucate în majoritatea lor în locații mai elaborate.
În versiunea Țării Nicăieri din franciza Disney, multe scene adaptate au fost adăugate, care își fac apariția în mod diferit de-a lungul filmului, la televiziune și în jocurile video. Acestea includ
- Golful Canibalilor/Pădurea Tiki - Un mediu din jungla plină cu maimuțe, papagali, porci mistreți, cobre, albine și o "serie de capcane rele." Acest loc este ocupat de un trib care amintește de culturile Africane indigene și Pacific Islander. Această locație apare cu regularitate în seria de desene animate de la Disney Channel Jake și Pirații din Țara Nicăieri.

De asemenea, se pot adăuga, sau pot fi numite locuri din Țara Nicăieri, originală a lui Barrie, cum ar fi:
- Câmpiile din Țara Nicăieri (în engleză Never Land Plains) - Un loc în care locuiesc Indienii
- Stânca Craniului - Un loc în care "se spune că își ascund pirații prada."
- Crocodile Creek - O mlaștină în care trăiește Crocodilul.

The Black Castle referred to in the 2003 film is an old ruined and abandoned castle, decorated with stone dragons and gargoyles. It is one of the places where Tiger Lily is taken by Captain James Hook. This sequence is based on the Marooner's Rock sequence in the original play and book and, like Disney's non-canon "Skull Rock", Black Castle replaces Marooners's Rock in this film.
Neverpeak Mountain is the huge mountain that is right in the middle of Neverland. According to Peter Pan in Scarlet, when a child is on top of Neverpeak Mountain, he or she can see over anyone and anything and can see beyond belief.
The Maze of Regrets is a maze in Peter Pan in Scarlet where all the mothers of the Lost Boys go to find their boys.